# Musée Mécanique (Californië)
Het Musée Mécanique is een interactief museum met een collectie twintigste-eeuwse arcadespellen en artefacten. Het is gevestigd in de oude zeeliedenbuurt Fisherman's Wharf in San Francisco. Tot het museumbezit behoren meer dan driehonderd mechanische speelautomaten. Het is een van de grootste privécollecties van dit type automaten in de wereld.

## Geschiedenis
De oorspronkelijke eigenaar Ed Zelinsky begon zijn verzameling toen hij elf jaar oud was en zijn automaten werden in de jaren twintig van de twintigste eeuw tentoongesteld in Playland. Toen dit amusementspark in 1972 sloot, werd het Musée Mécanique onderdeel van het recreatiegebied Golden Gate National Recreation Area. Het museum kreeg een onderkomen in het souterrain van het Cliff House, enkele huizenblokken noordelijker aan de overzijde van het Playland-terrein aan de Great Highway.
De zoon van Zelinsky, Dan Zelinsky, ging in de jaren zeventig fulltime in het museum werken en hielp mee de collectie te onderhouden.
Het museum kwam voor in de film The Princess Diaries uit 2001 en in een aflevering van de Japanse tv-show GameCenter CX in 2011.

### Verhuizing naar Fisherman's Wharf
Toen in 2002 werd gestart met de renovatie van het Cliff House kondigde de National Park Service aan plannen te hebben om het Musée Mécanique tijdelijk naar Fisherman's Wharf te verplaatsen. Een deel van de 14 miljoen dollar voor de renovatie werd bestemd voor de verhuizing van het museum, dankzij steun van de National Park Service, de Golden Gate National Recreation Area en museumeigenaar Ed Zelinsky.
De verhuizing van het museum leidde tot protesten onder de lokale bevolking. Er werd een online petitie opgesteld om de sluiting van het museum in het Cliff House te voorkomen waarbij meer dan 12.000 handtekeningen werden verzameld. Veel mensen die protesteerden vermoedden dat er geen geld beschikbaar was voor de verhuizing en de renovatie, en velen waren emotioneel vanwege de historische en nostalgische betekenis van het museum in Playland. Veel mensen wisten ook niet dat het Musée Mécanique een museum met winstoogmerk was en wilden een donatie doen om het museum in het Cliff House te behouden. Ondanks de frustratie van het publiek bleef museumdirecteur Dan Zelinsky enthousiast over de verhuizing, maar hij had ook begrip voor de historische en emotionele band die de inwoners van San Francisco met het museum hadden: "Je moet begrijpen dat de mensen met dit soort automaten zijn opgegroeid... Dit waren de videospelletjes van de vorige generatie. Heel wat bezoekers zijn hier sinds hun kindertijd niet meer geweest, maar als ze door die deur lopen, dan gaan ze terug in de tijd." Het oorspronkelijke plan was dat het museum in 2004 na de voltooiing van de renovatie zou terugverhuizen naar het recreatiegebied, maar het Musée Mécanique is in Fisherman's Wharf gebleven. Ondanks het feit dat de plaatselijke bevolking dol was op de locatie in het recreatiegebied omschreef de publieke radiozender National Public Radio dit onderkomen als 'krap, lawaaierig, vochtig en een beetje armoedig'.

### 21e eeuw
Het Musée Mécanique is een commercieel museum dat wordt gerund door de eigenaar Dan Zelinsky. De speelautomaten moeten voortdurend worden onderhouden en sommige hebben grote restauraties ondergaan. Het museum wordt jaarlijks door meer dan 100.000 bezoekers bezocht. De toegang is gratis, maar als bezoekers willen spelen moeten zij muntgeld inwerpen. In het Amerikaanse tijdschrift U.S. News & World Report stond het Musée Mécanique in 2011 in de top drie van bezienswaardigheden in San Francisco en de gratis lokale weekkrant SF Weekly omschreef het museum als de beste ouderwetse arcadehal van 2011.
Op 23 mei 2020 kwam de collectie in gevaar toen om 4.00 uur 's nachts brand uitbrak in Fisherman's Wharf. De brand verwoestte een van de pakhuizen op de kade, maar werd geblust voordat die het museum bereikte.

## Collectie
Het Musée Mécanique heeft een collectie van meer dan driehonderd mechanische spelen, waaronder muziekdozen, waarheidsmachines, mutoscopen, videospelen, liefdestesters, zelfspelende piano's, peepshows, fotoautomaten, diorama's en flipperkasten.
Tot het museumbezit behoren vele zeldzame en historische stukken. Zo staat middenin het museum een groot diorama opgesteld van een reizende kermis met een reuzenrad en andere attracties. Verder heeft het museum naar wordt vermoed de enige stoommotorfiets ter wereld in eigendom. Deze werd in 1912 gebouwd in Sacramento. Het diorama Royal Court toont stelletjes die aan het stijldansen zijn en was een belangrijk object op de wereldtentoonstelling Panama-Pacific International Exposition. De 'beroemde griezel' Laffing Sel is een meer dan levensgrote automatenpop. Het museum bezit bovendien een collectie automaten gemaakt van tandenstokers; dit zijn creaties van gevangenen van Alcatraz.

## Afbeeldingen

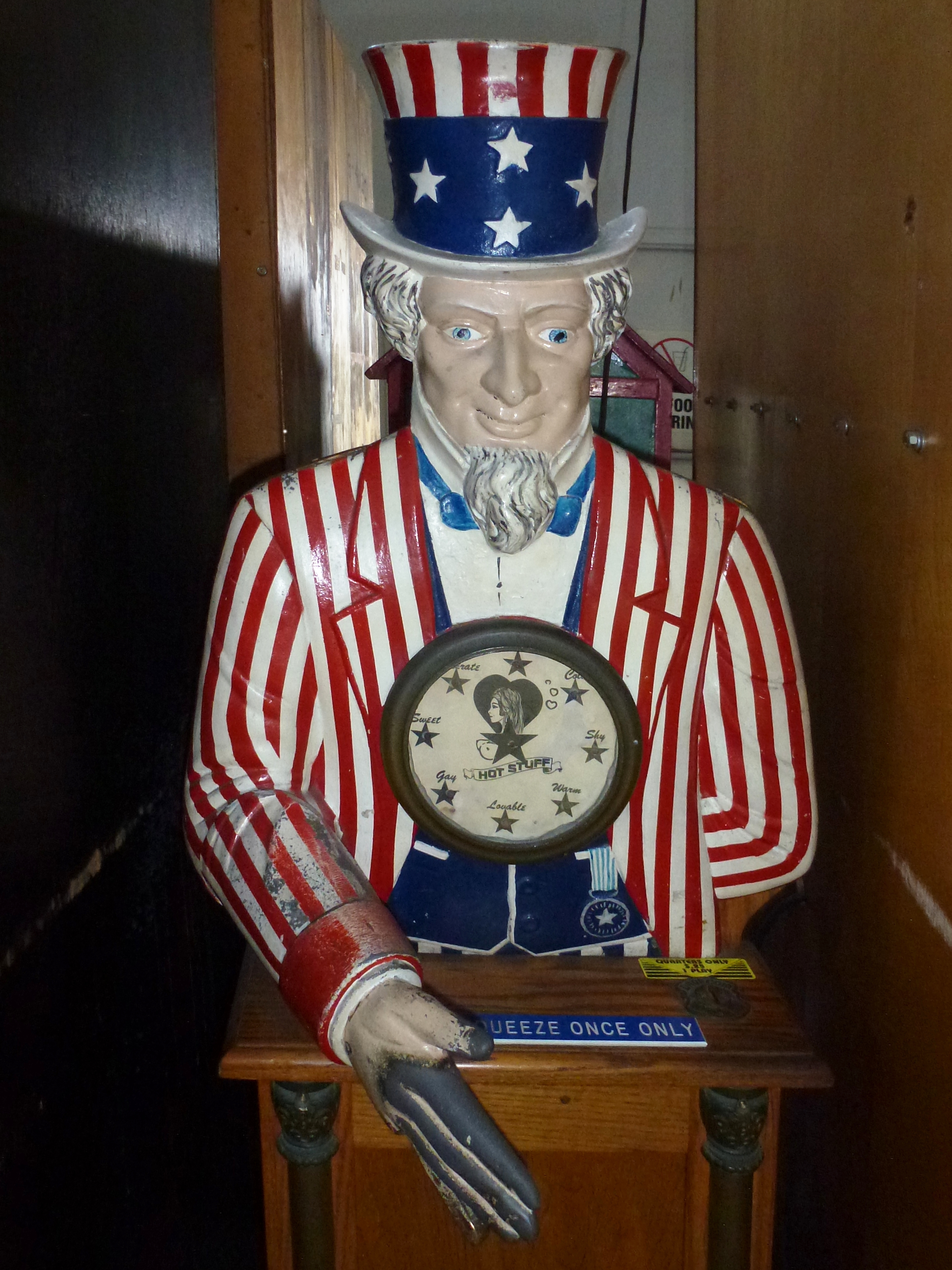
Uncle Sam's hot stuff-meter
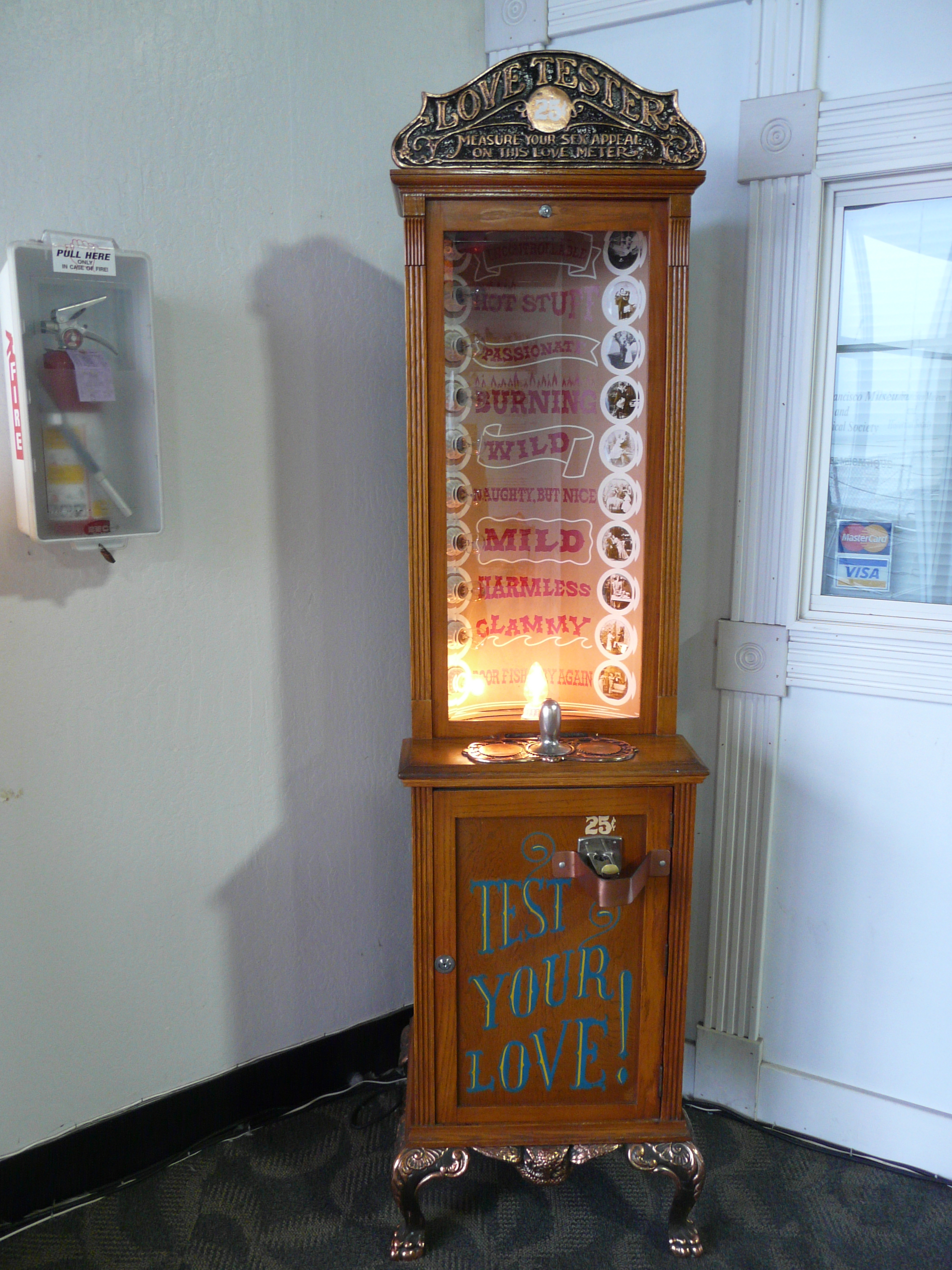
Liefdestester
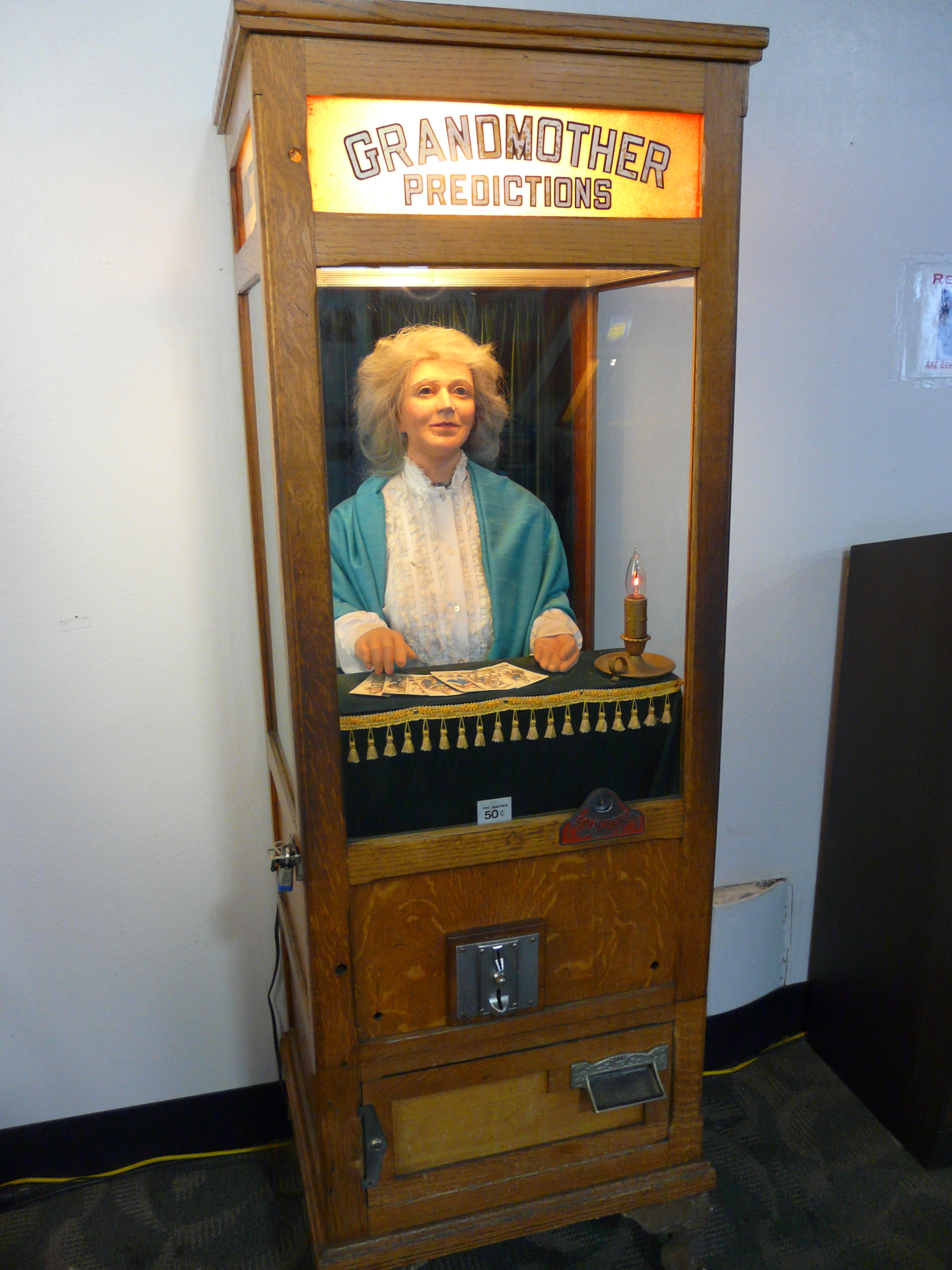
Waarzeggende oma
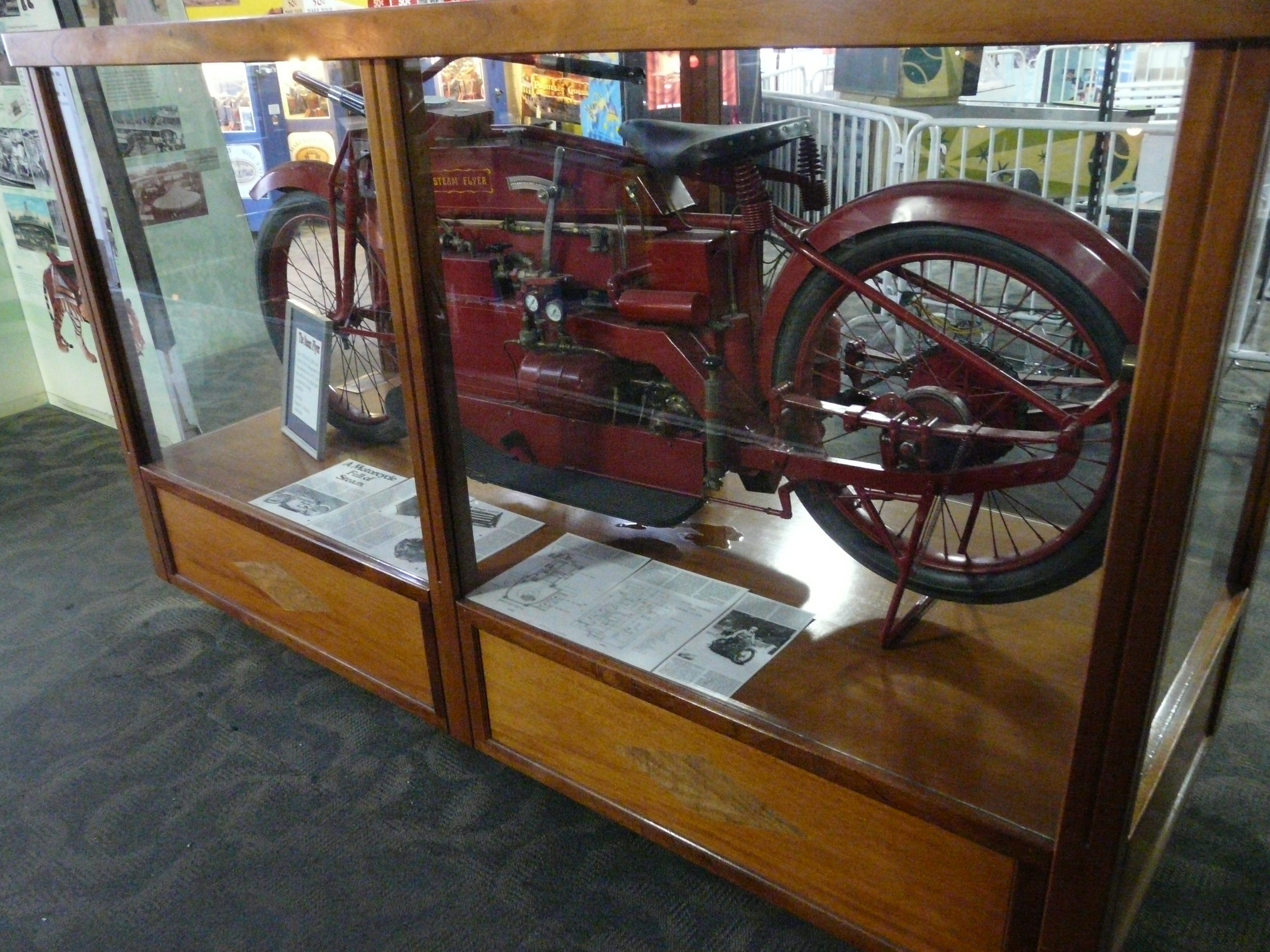
Stoommoterfiets
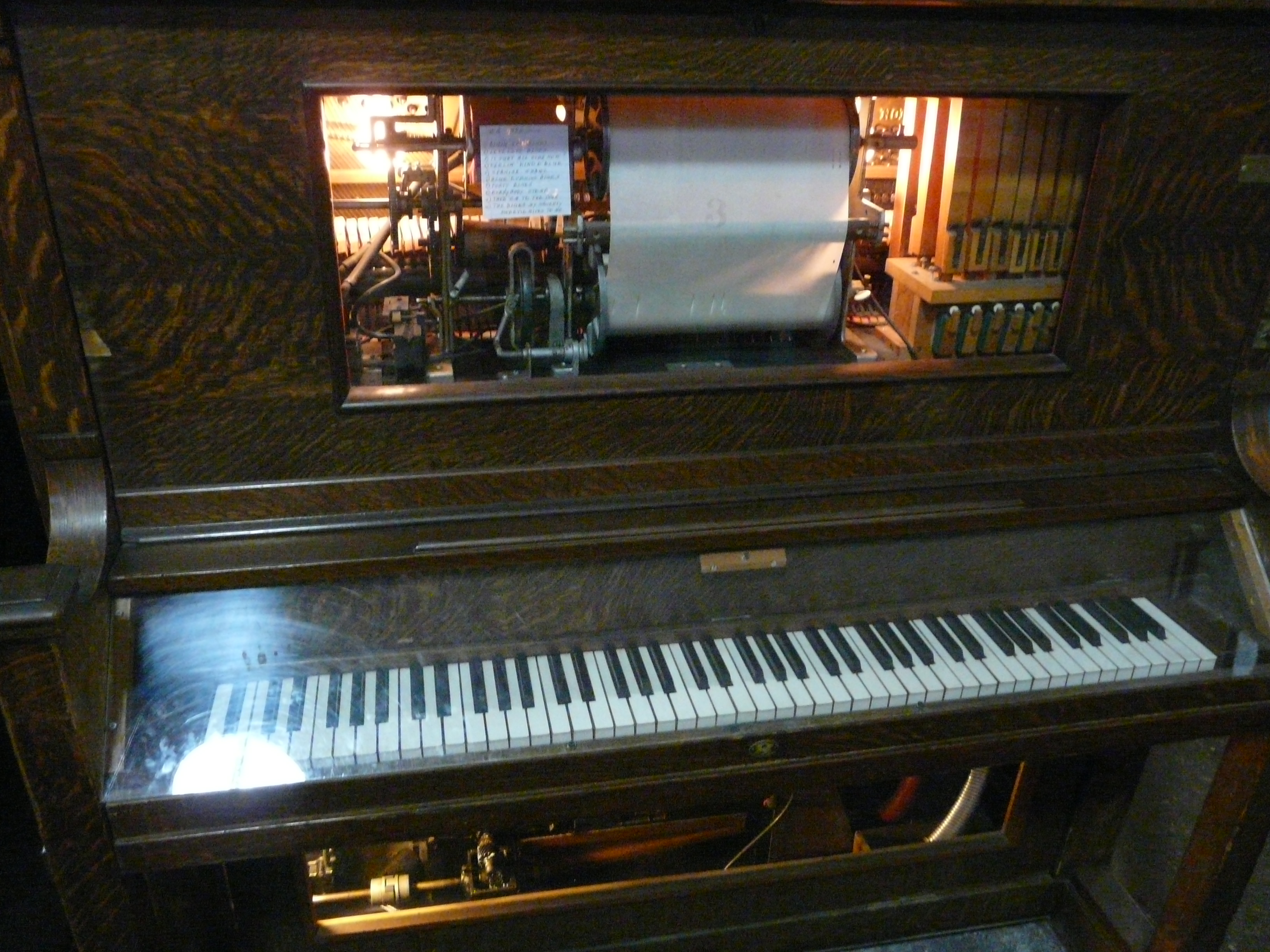
Zelfspelende piano
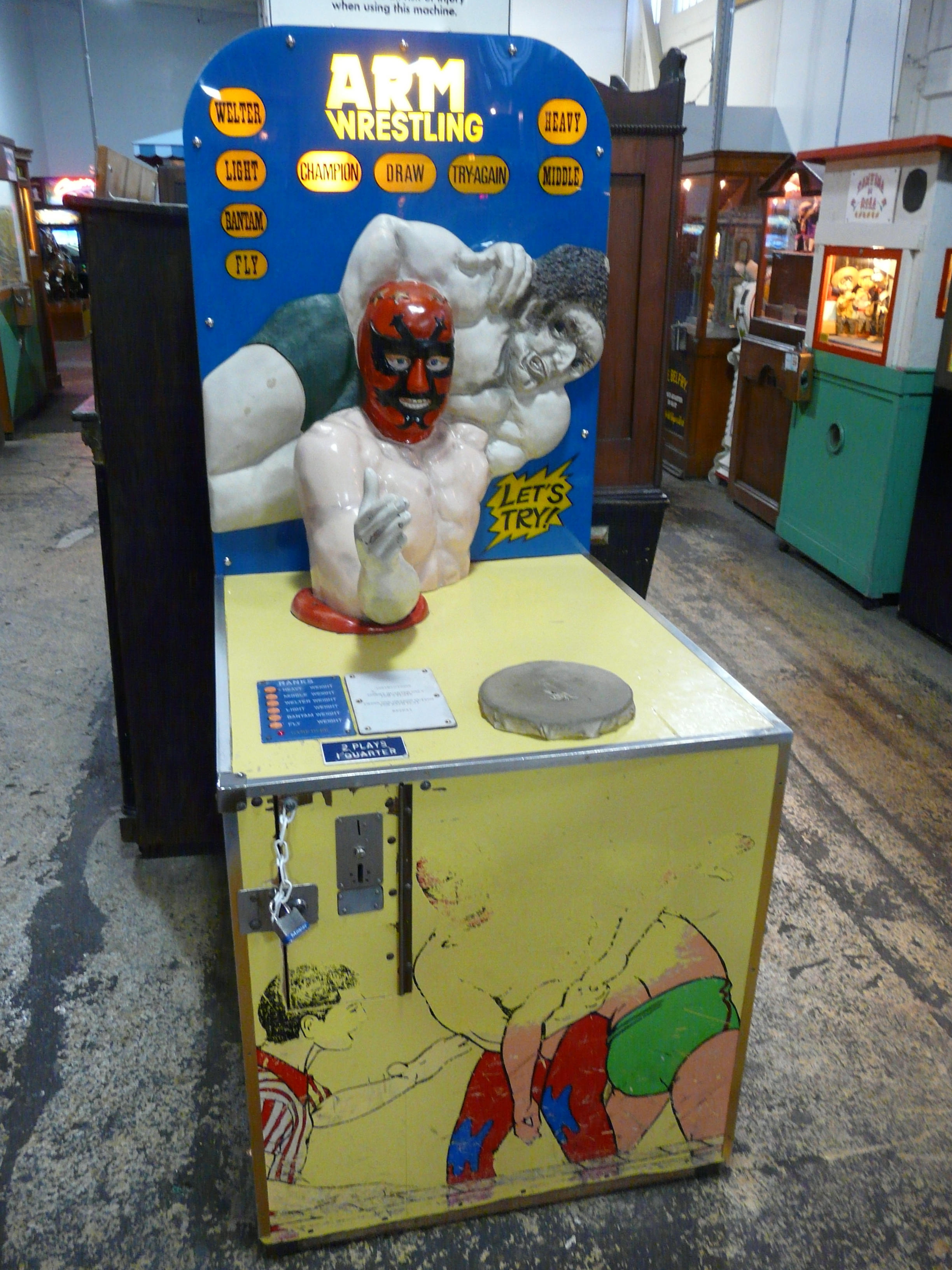
Armworstelaar
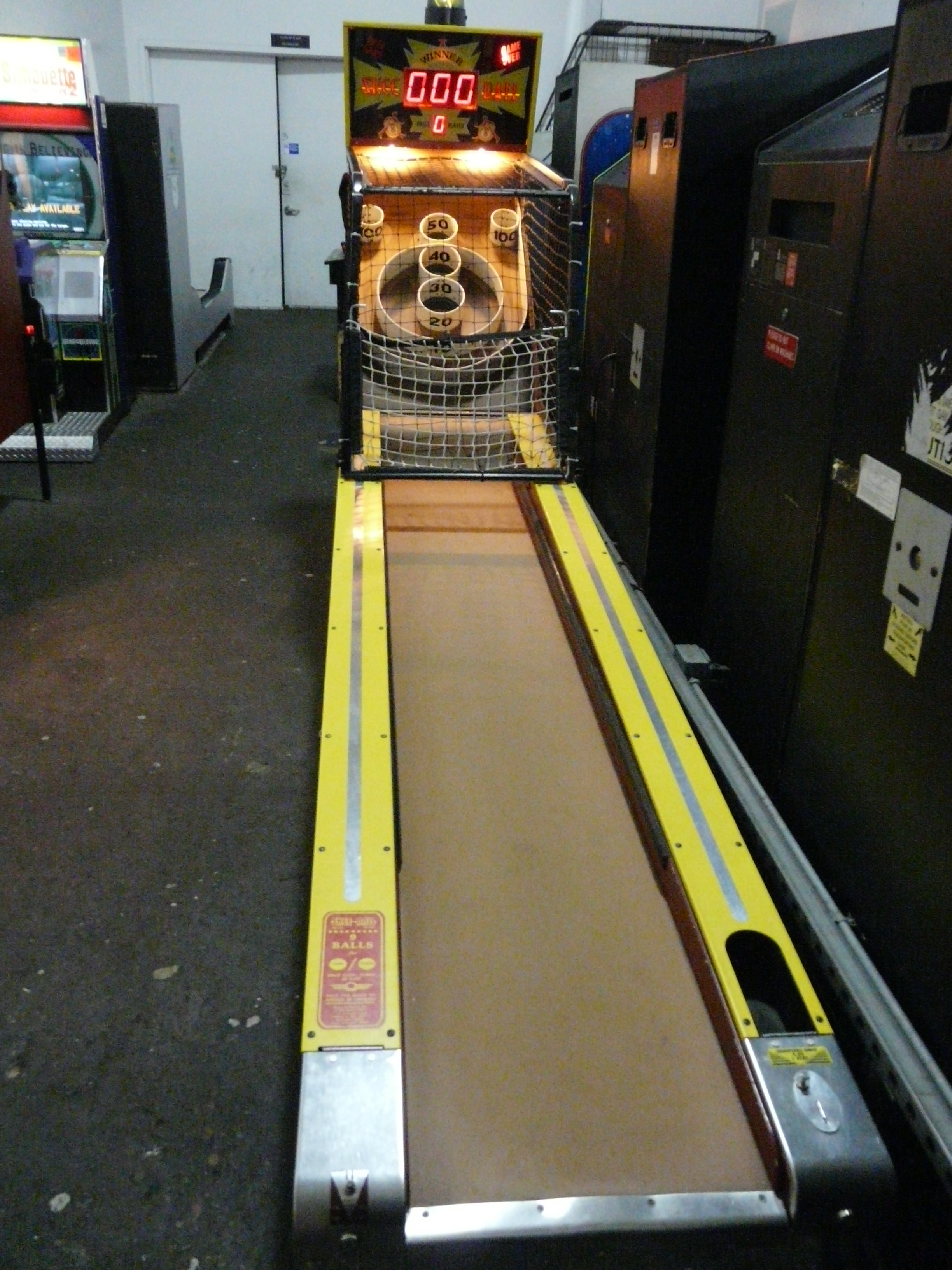
Skeeball
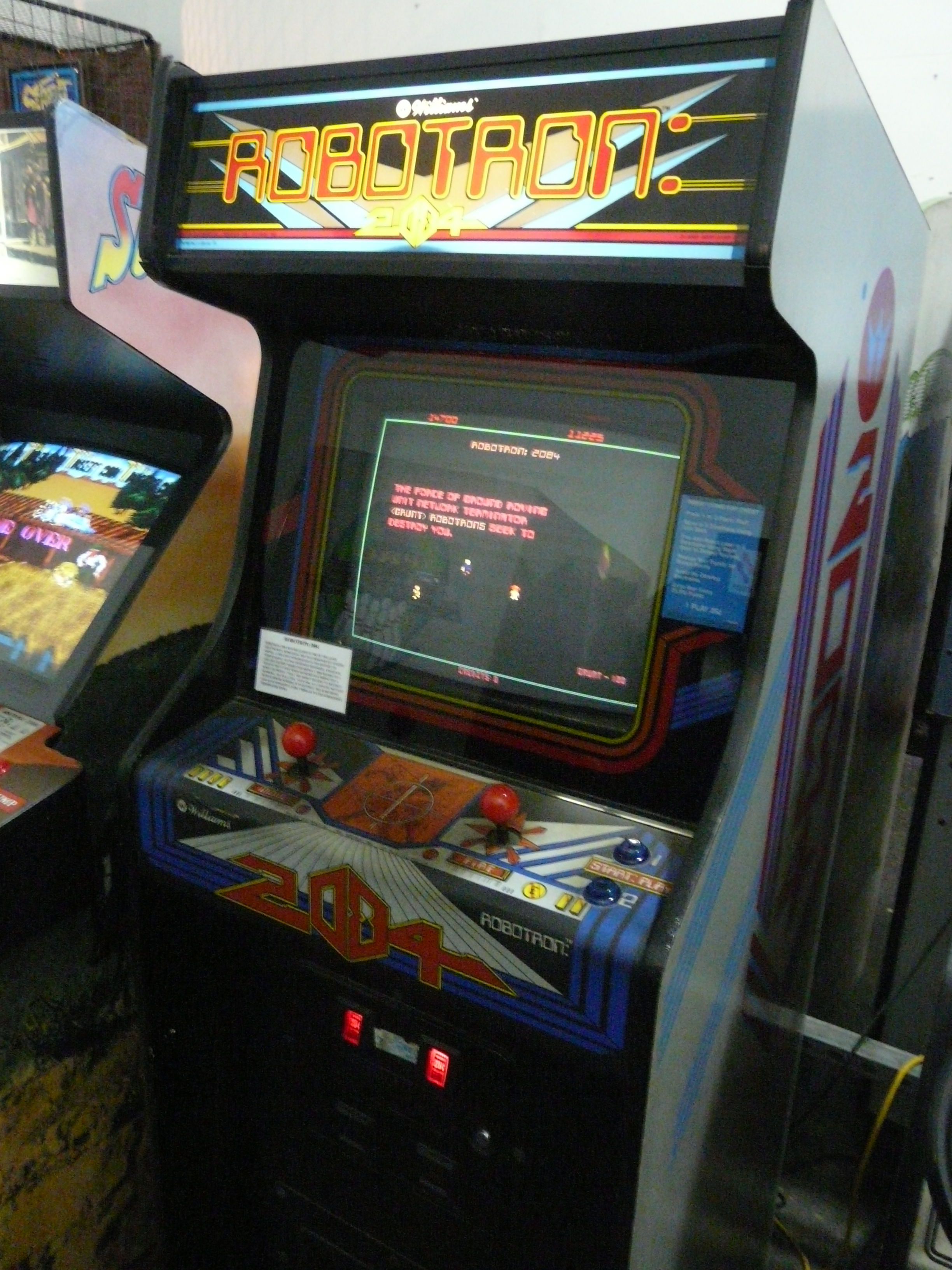
Robotron: 2084
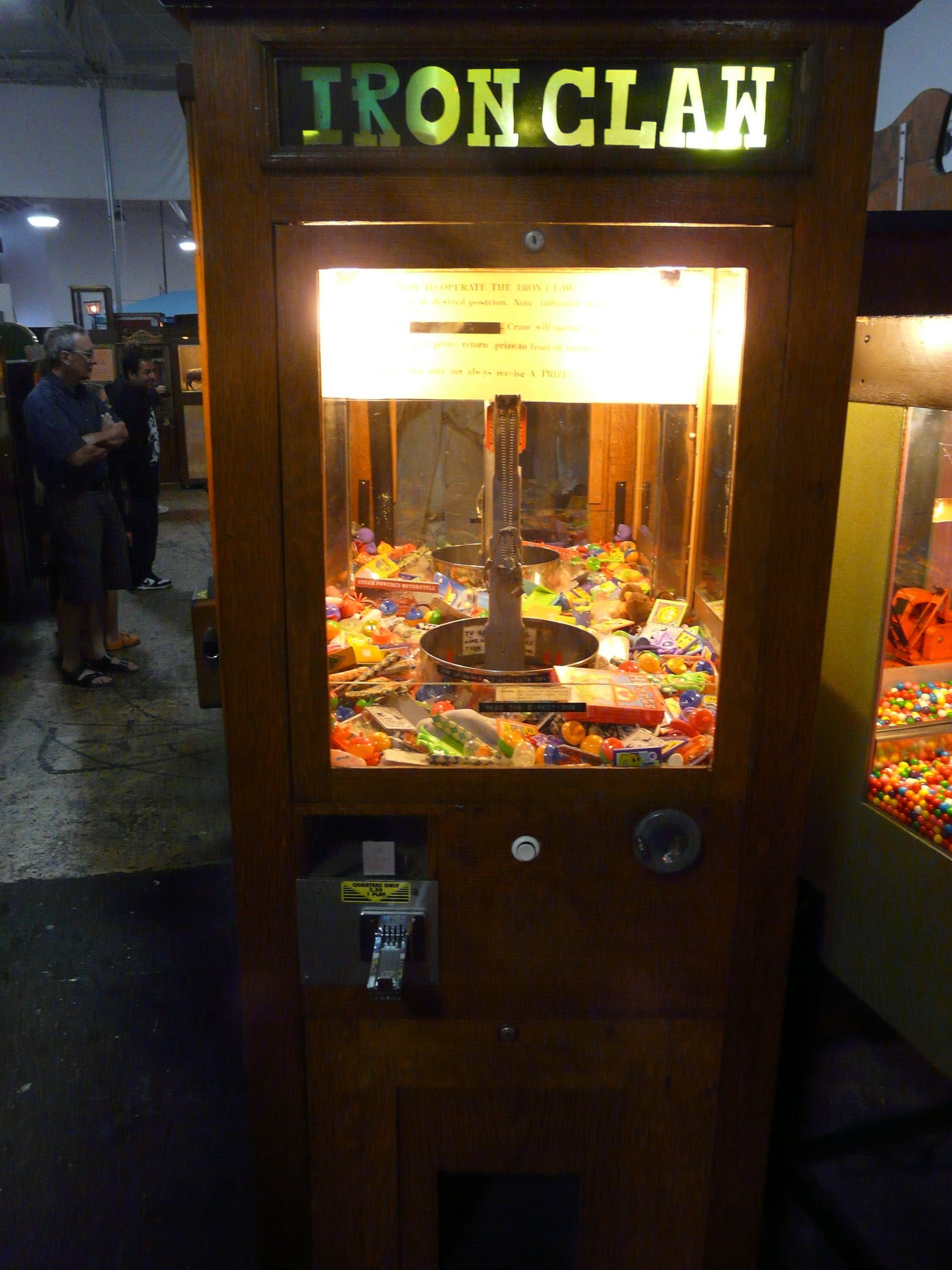
Grijpautomaat
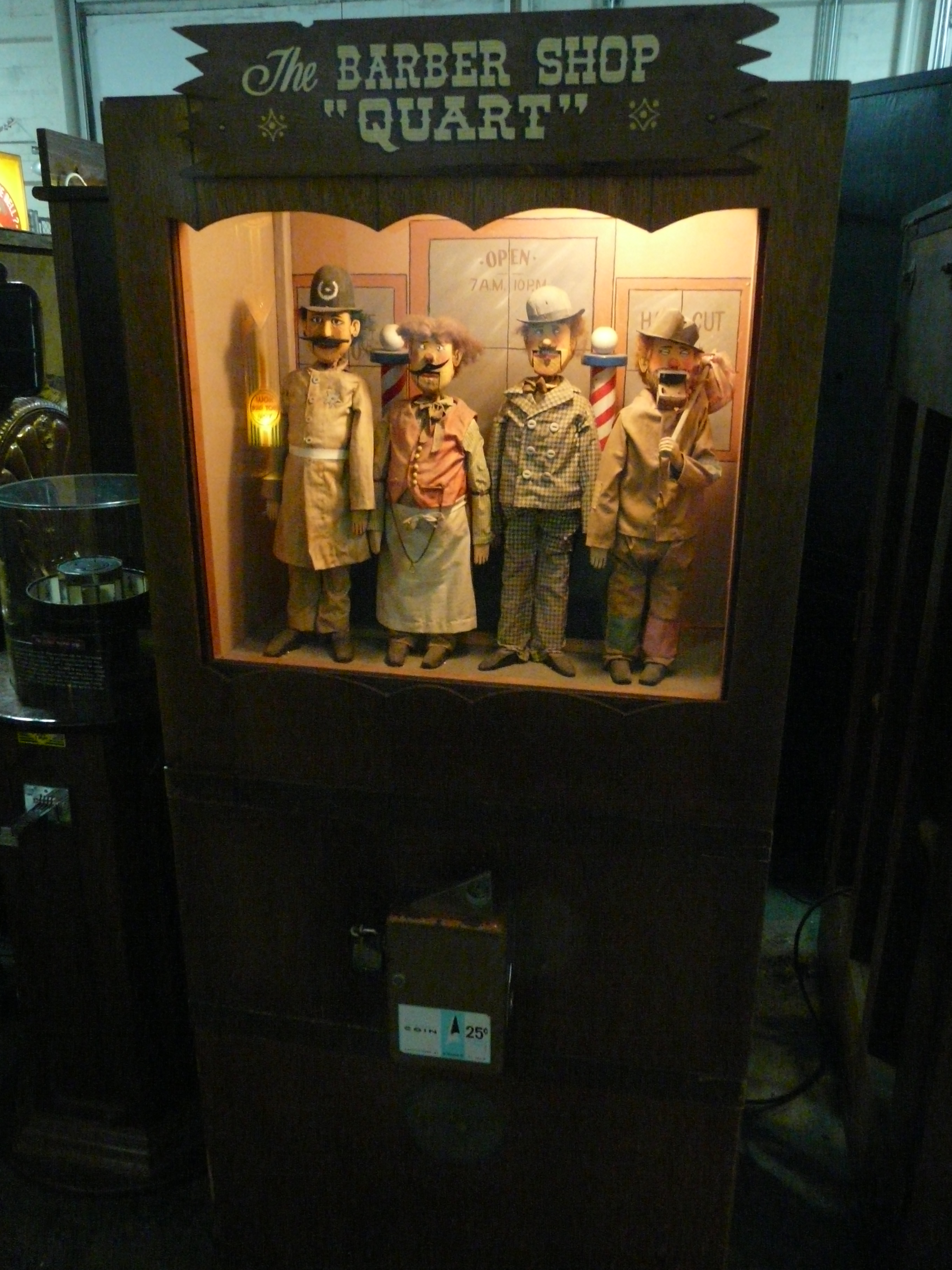
Barbershopkwartet
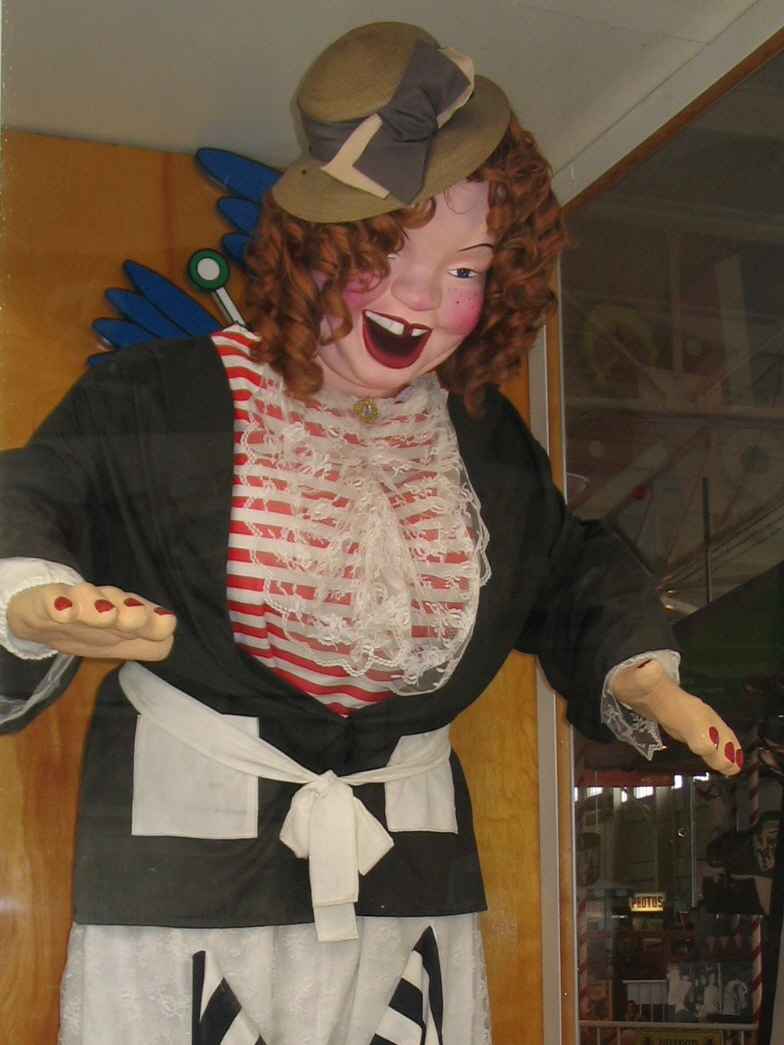
Laffing Sal
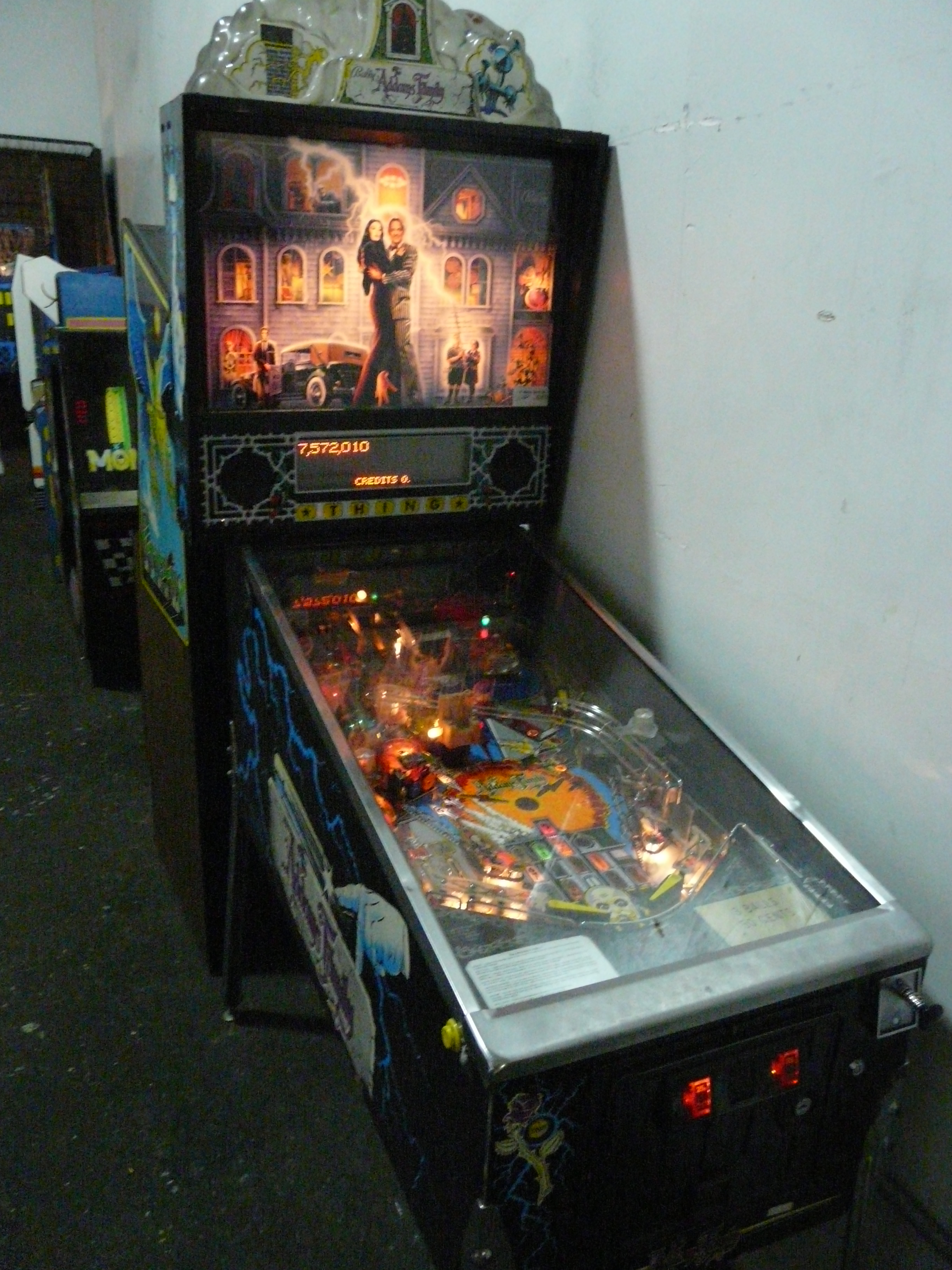
Addams Family-flipperkast
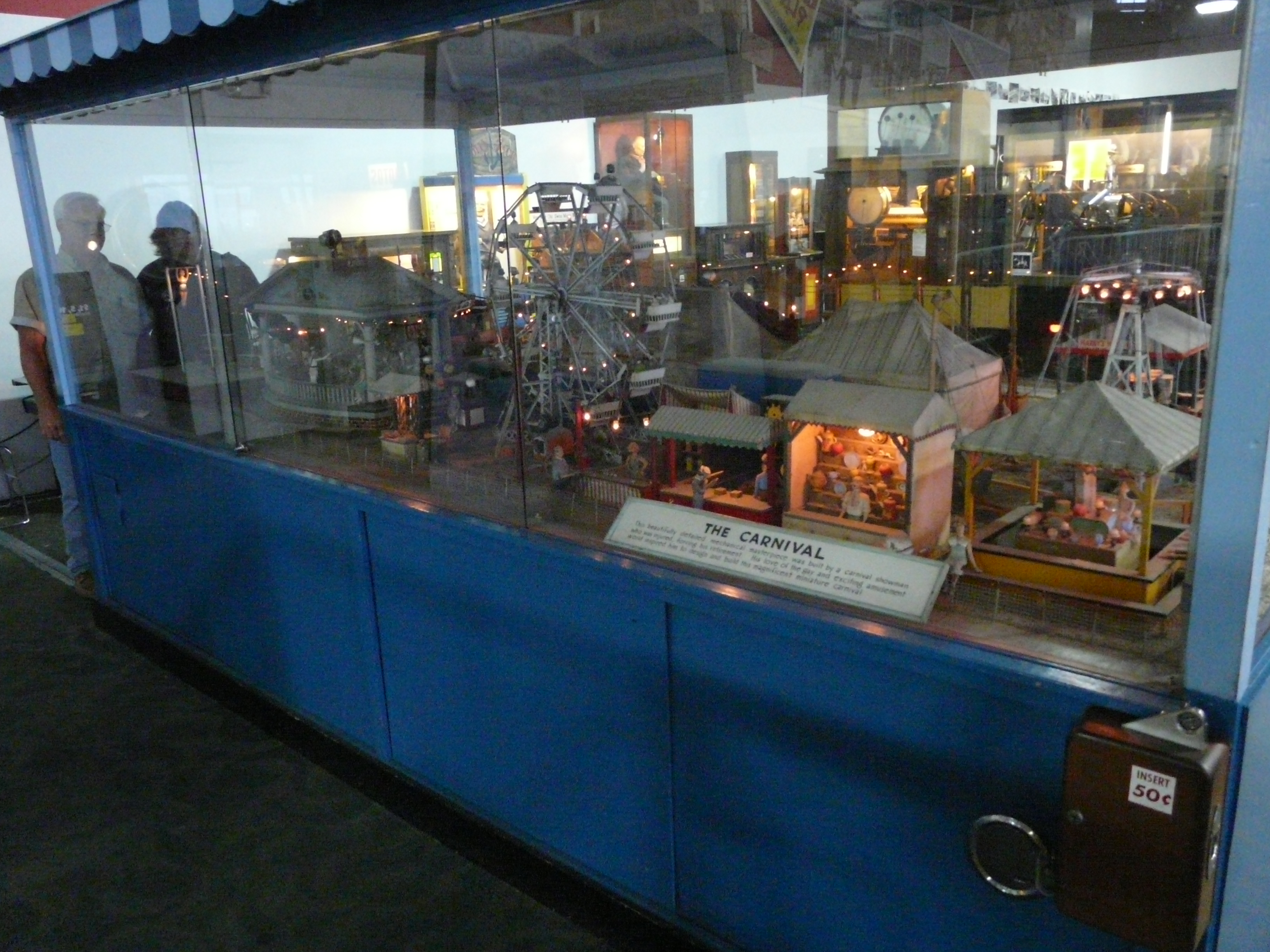
Muziekautomaat uit Playland